# Wandalin Strzałecki
Wandalin Strzałecki (ur. 28 października 1855 w Warszawie, zm. 14 lutego 1917 tamże) – polski malarz, brat Antoniego.

## Życiorys
Urodził się w rodzinie o artystycznych zdolnościach, malarzem był ojciec Wandalina Strzałeckiego oraz bracia Antoni i Jan Michał. Kształcił się w Warszawskiej Szkole Rysunkowej, w pracowni Wojciecha Gersona (1871–1877), później w Petersburgu i Monachium do 1882. Po zakończeniu nauki powrócił do Warszawy, tworzył i wystawiał w Galerii Zachęta.
Tworzył też sceny rodzajowe i portrety. W 1885 u Strzałeckiego stwierdzono objawy choroby psychicznej i został umieszczony w warszawskim Zakładzie pw. Jana Bożego, gdzie przebywał do śmierci. Spoczywa na cmentarzu Powązkowskim (kw. 221-IV-30).
Malował obrazy historyczne i batalistyczne pod wpływem Jana Matejki i Józefa Brandta. Wspólnie z bratem Antonim tworzył polichromie w Kaplicy Matki Bożej na Jasnej Górze, w kościele pw. Krzyża Świętego w Krasnem i Przesmykach.
Został pochowany na cmentarzu Powązkowskim (kwatera C-6-14/15/16/17).

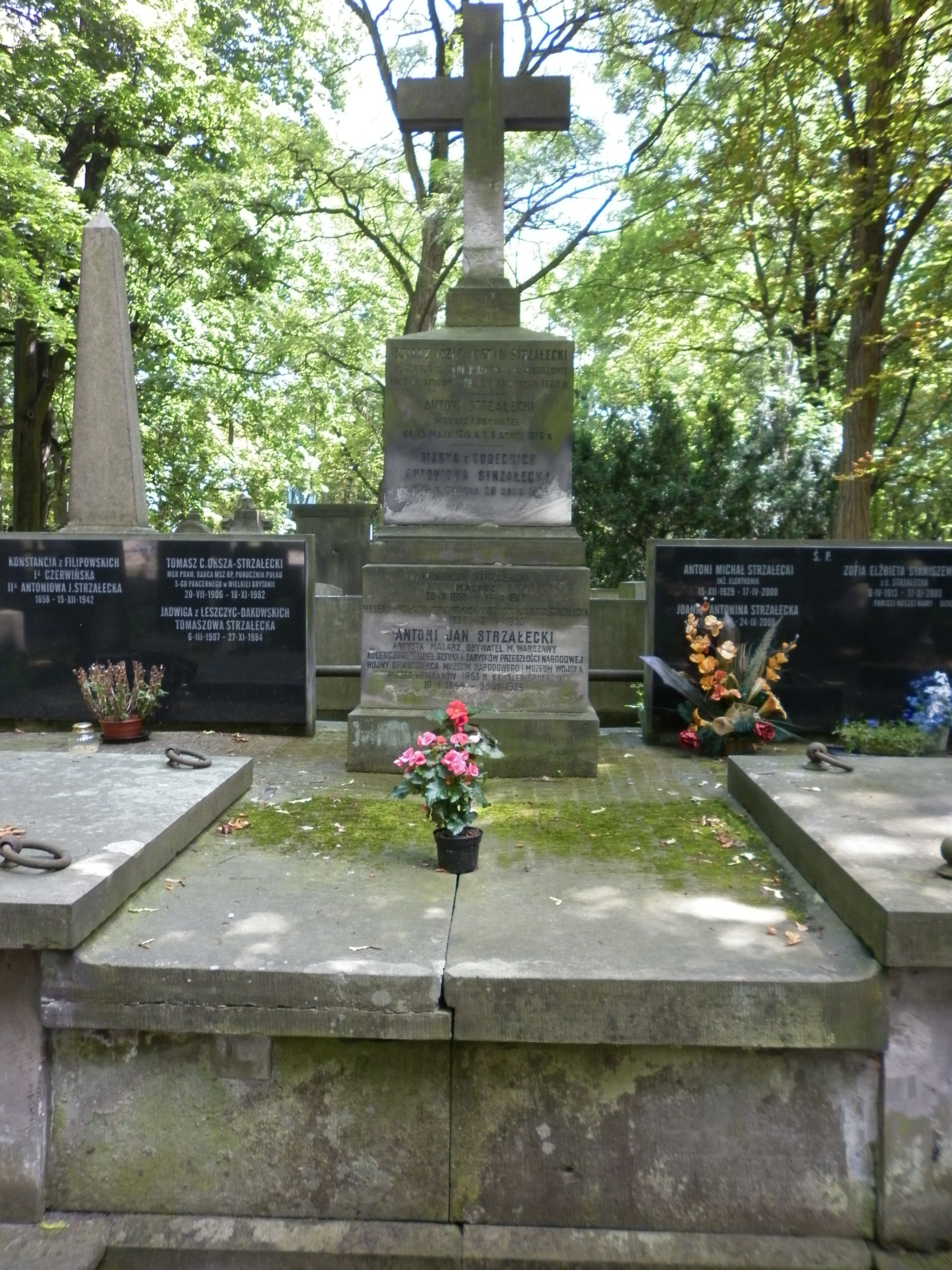
Grób Antoniego i Wandalina Strzałeckiego na cmentarzu Powązkowskim

## Obrazy
Dziewczynka z lalką – rekonwalescentka, 1882, olej na płótnie, 35,5x57,5 cm, Warszawa, Muzeum Narodowe

## Galeria

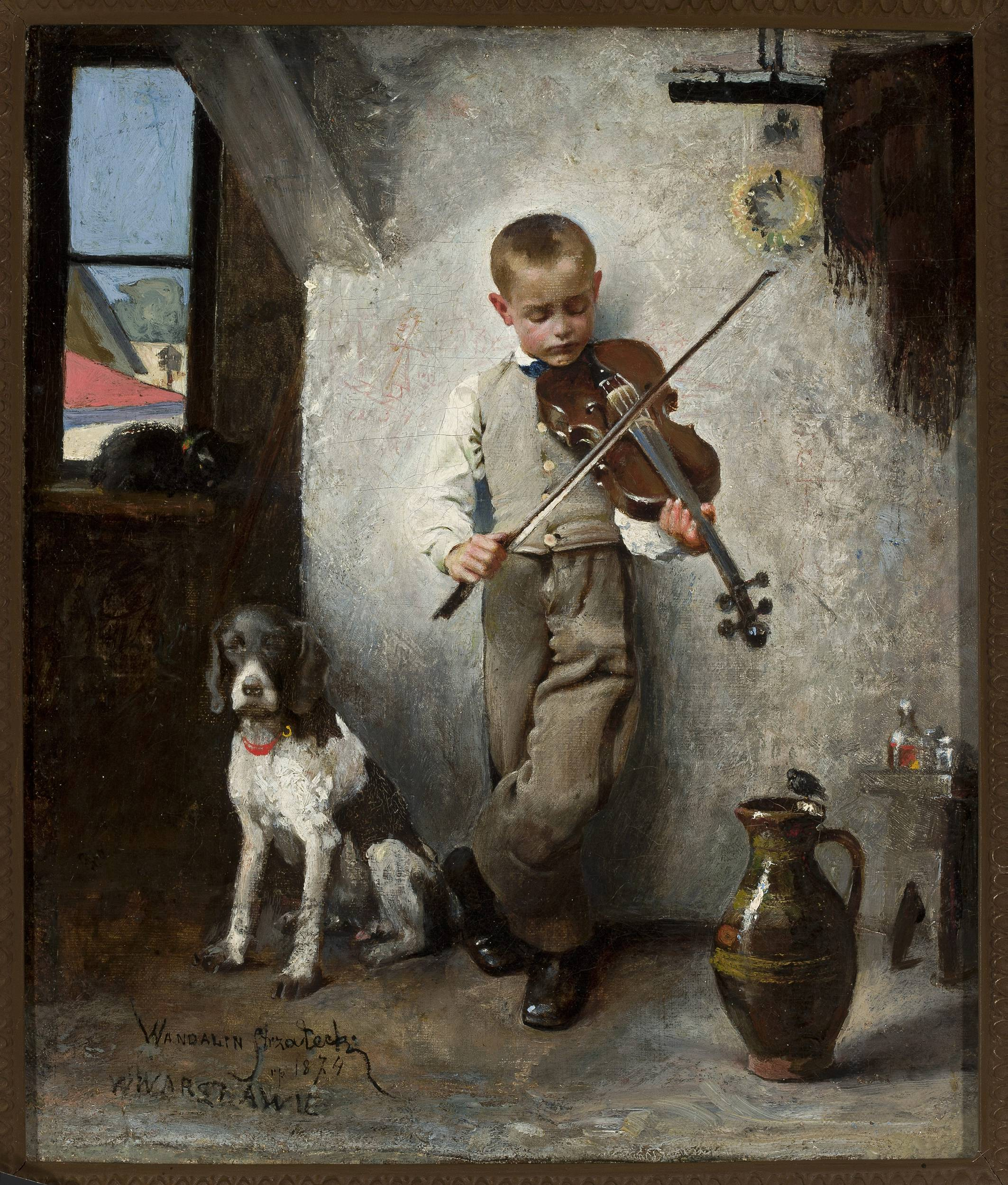
"Skrzypek" z 1874 r. Muzeum Narodowe w Warszawie
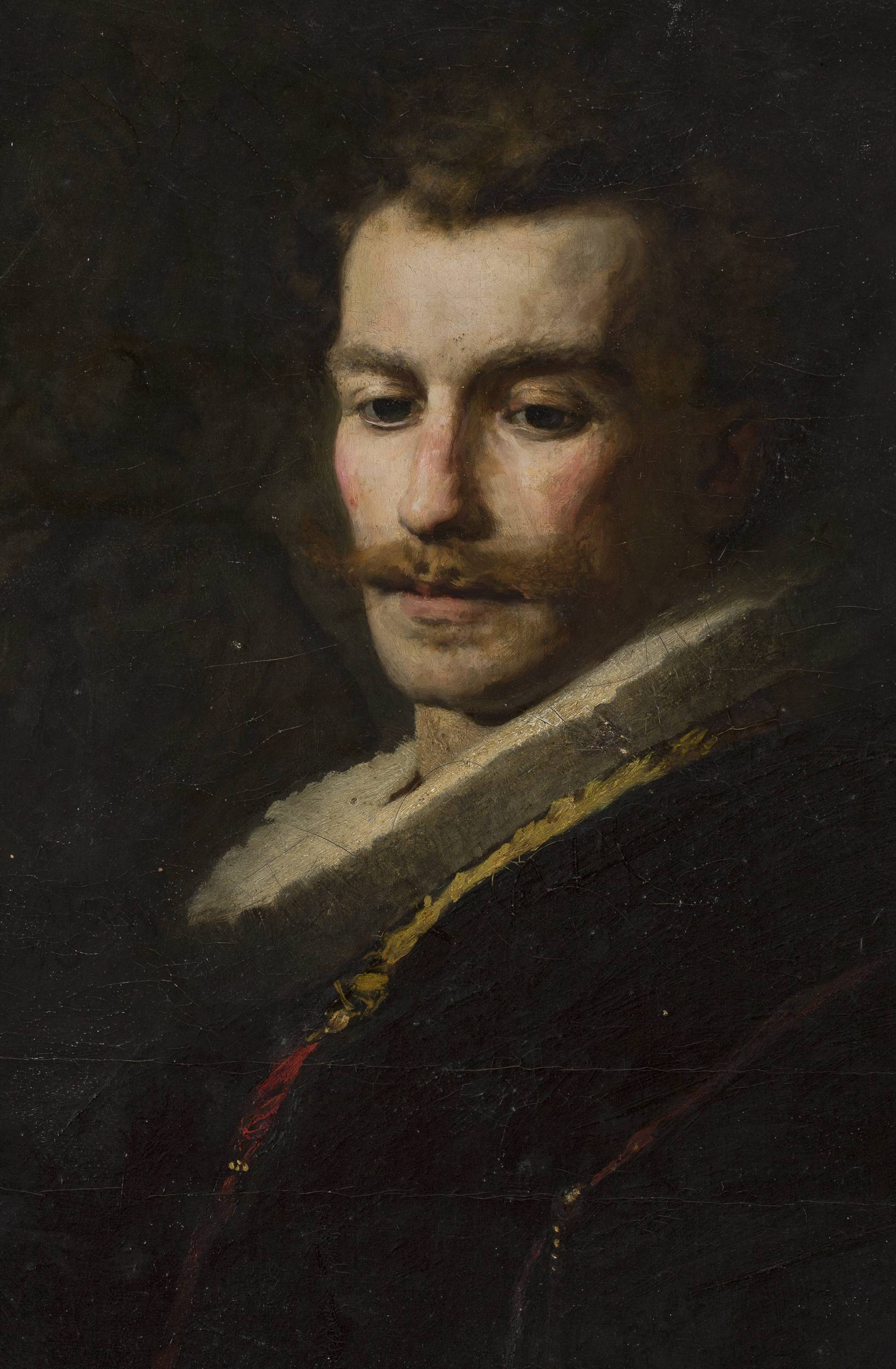
"Portret K. Marczewskiego, rzeźbiarza" z 1880 r. Muzeum Narodowe w Warszawie
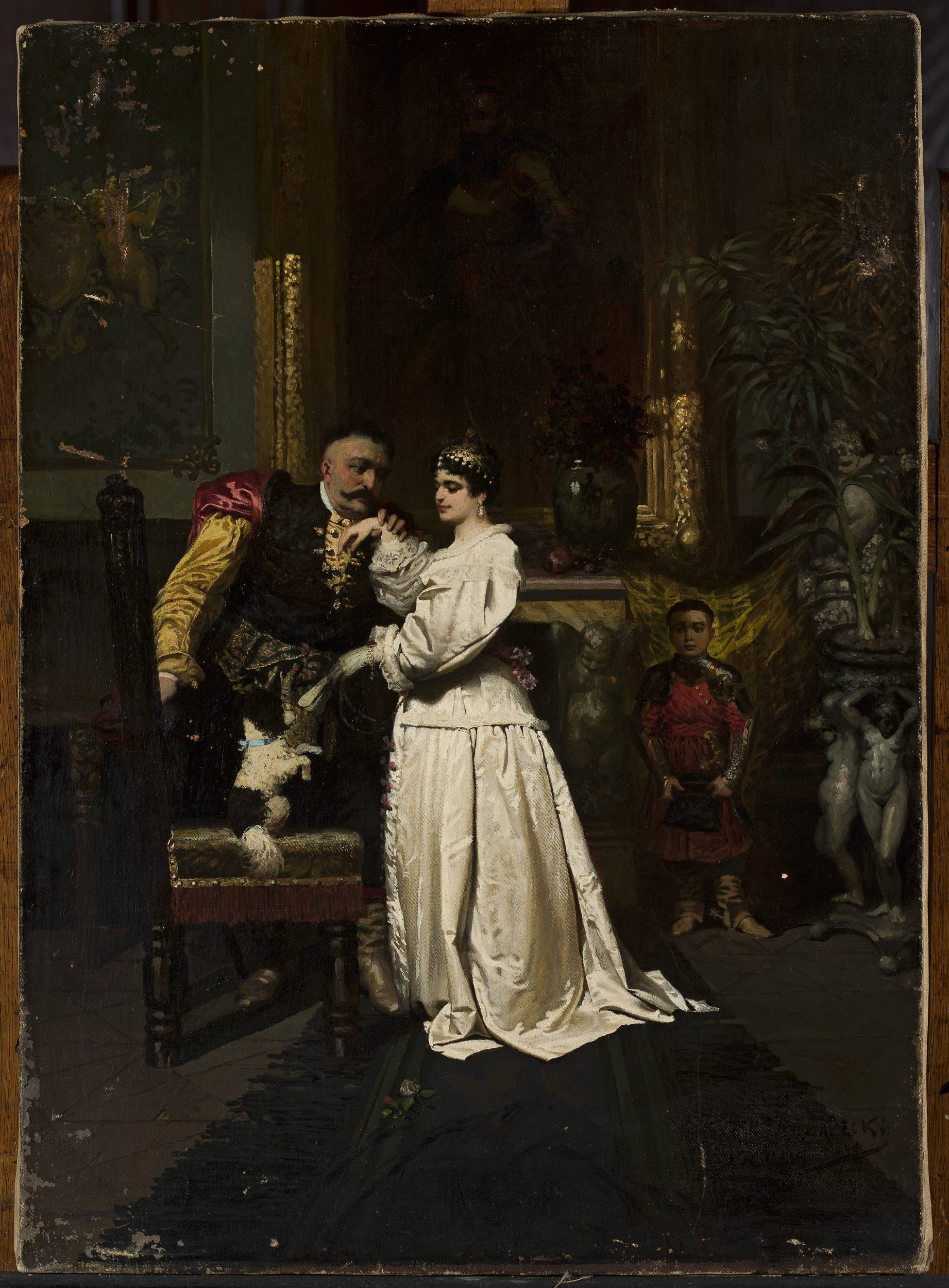
"Król Jan III Sobieski i Marysieńka" z 1881 r. Muzeum Narodowe w Warszawie
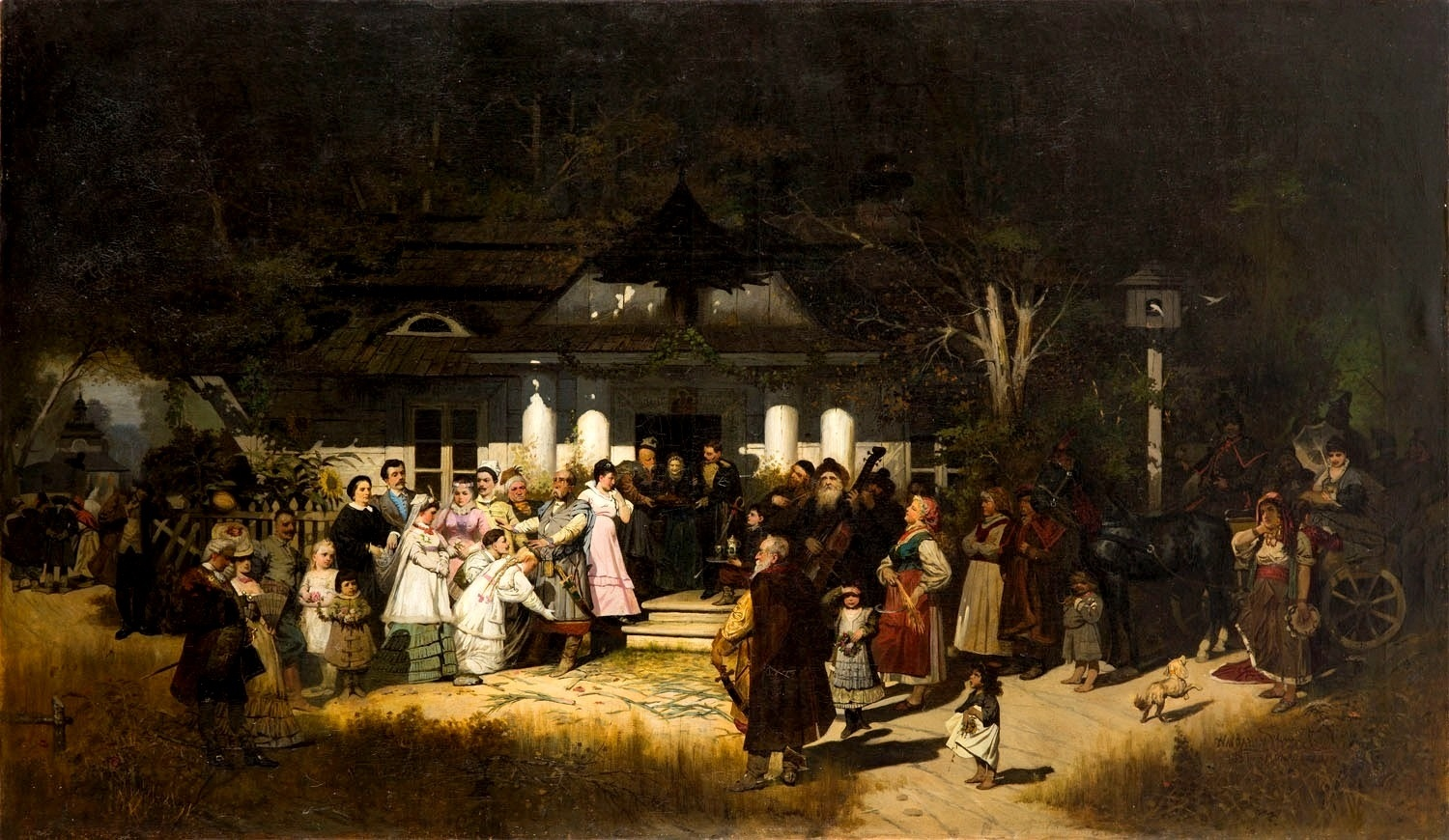
"Wesele polskie" z 1881 r.
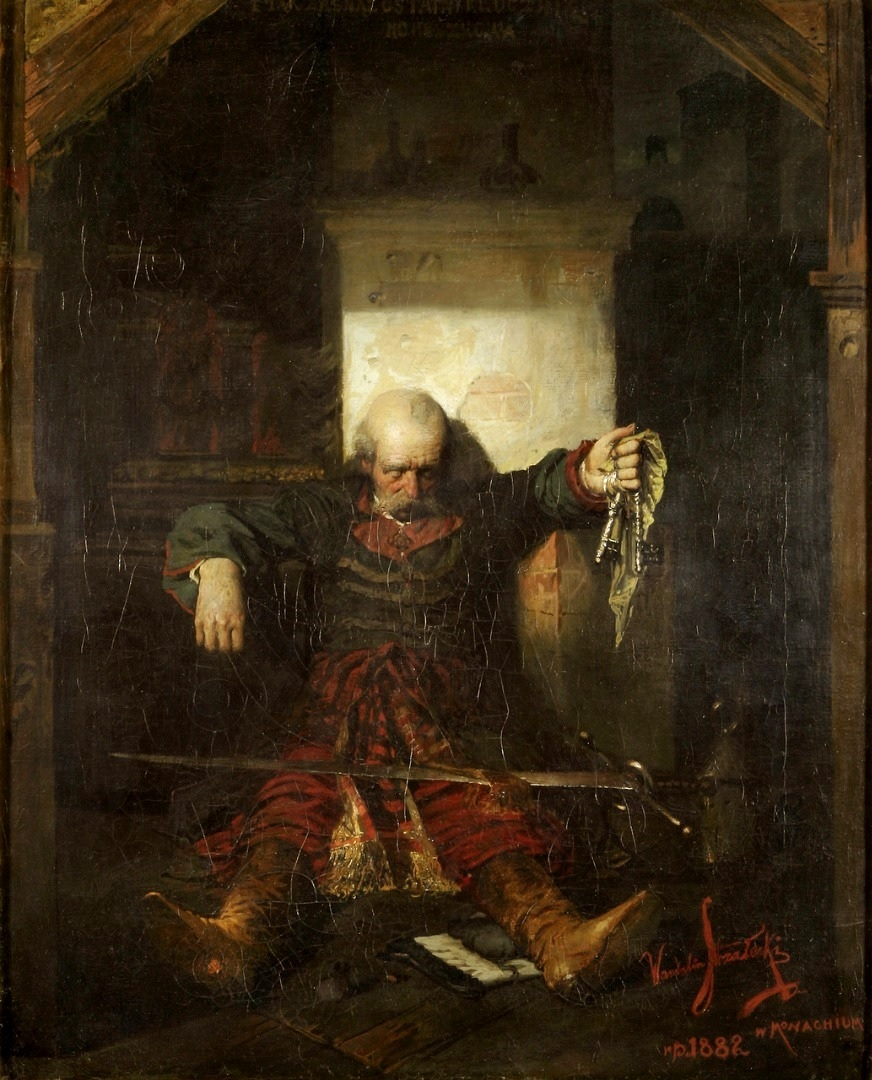
"Ostatni klucznik Horeszkowa" z 1882 r. Muzeum Sztuki w Łodzi
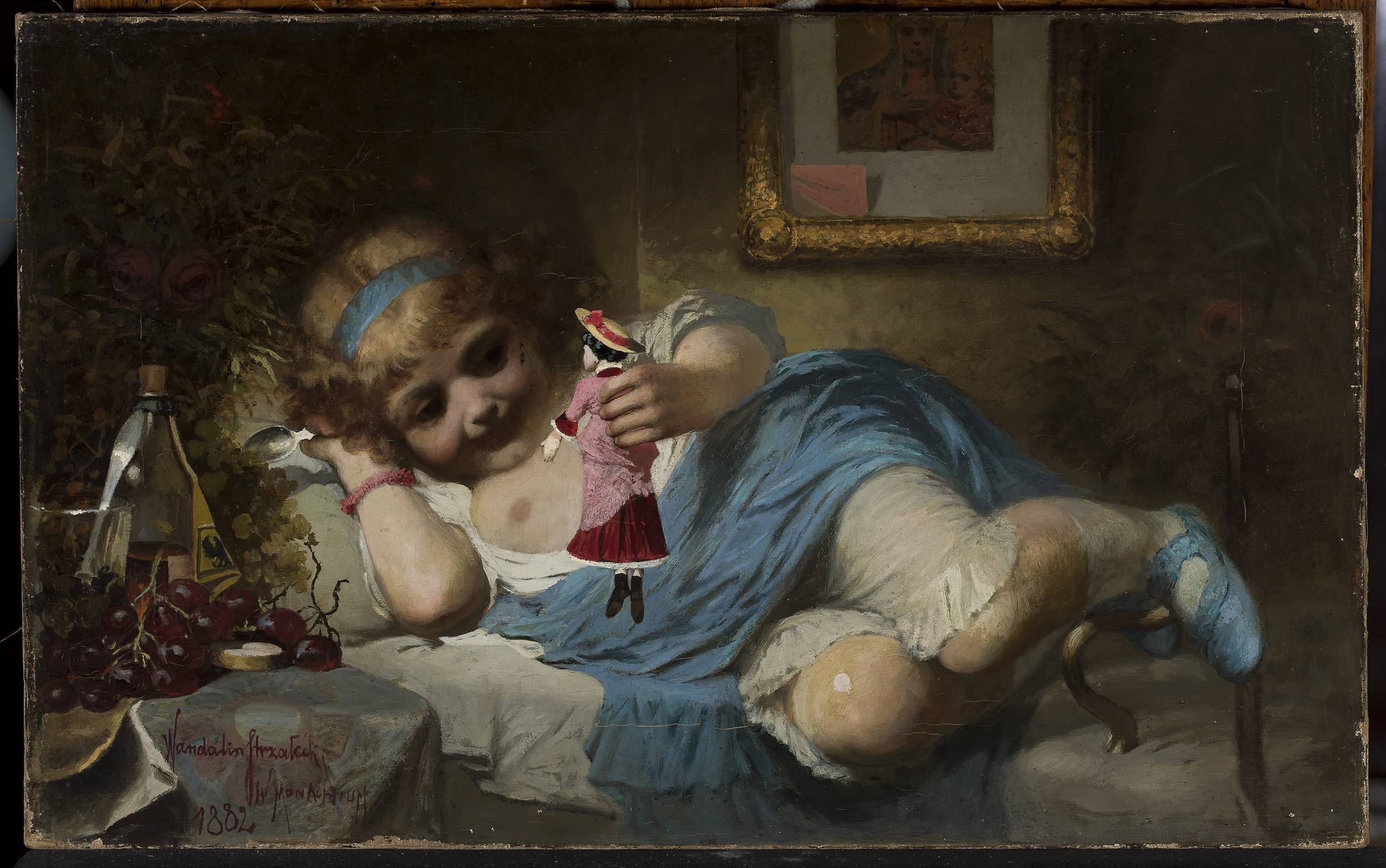
"Dziewczynka z lalką - Rekonwalescentka" z 1882 r. Muzeum Narodowe w Warszawie
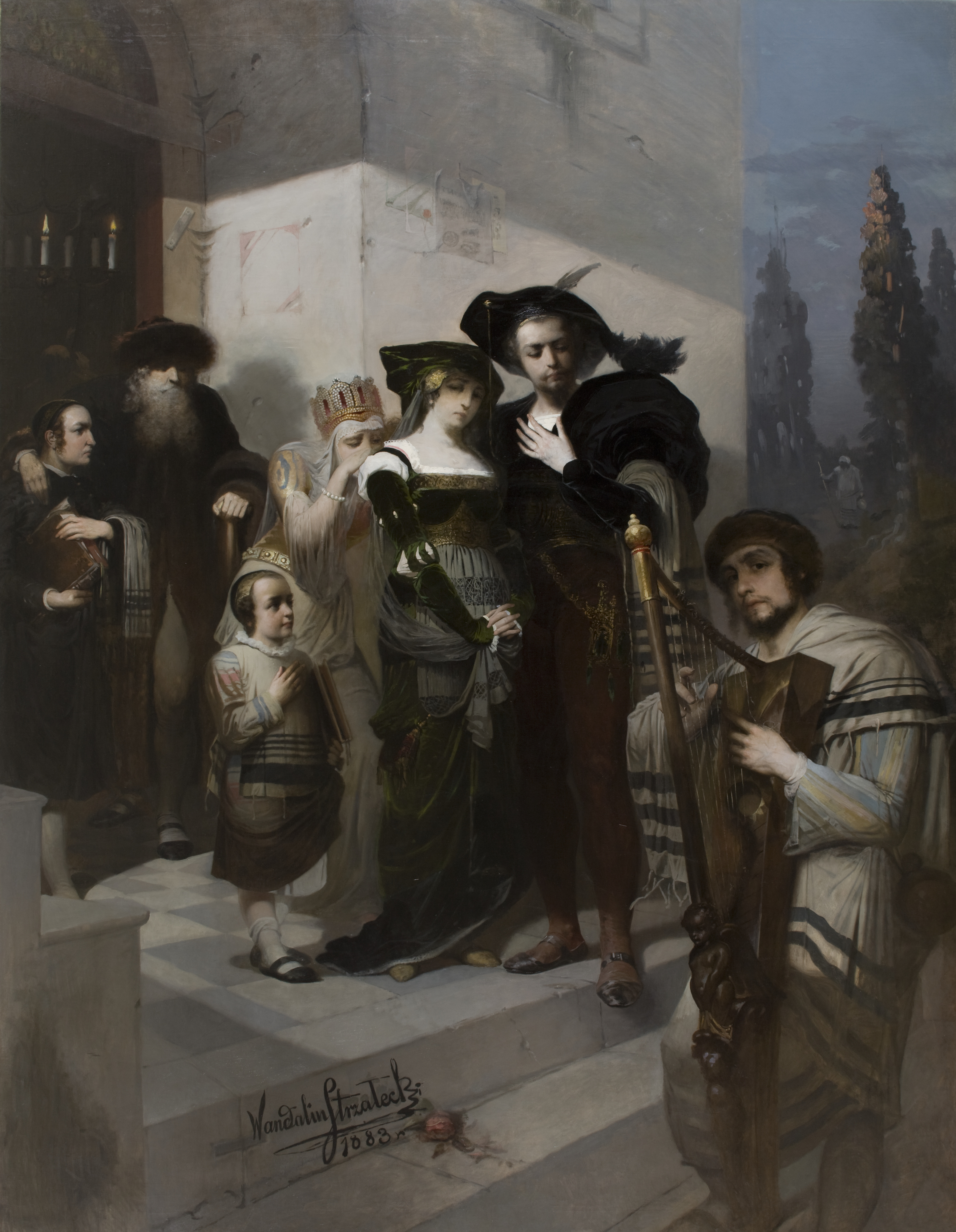
"Pieśń o zburzeniu Jerozolimy" z 1883 r. Muzeum Narodowe w Krakowie
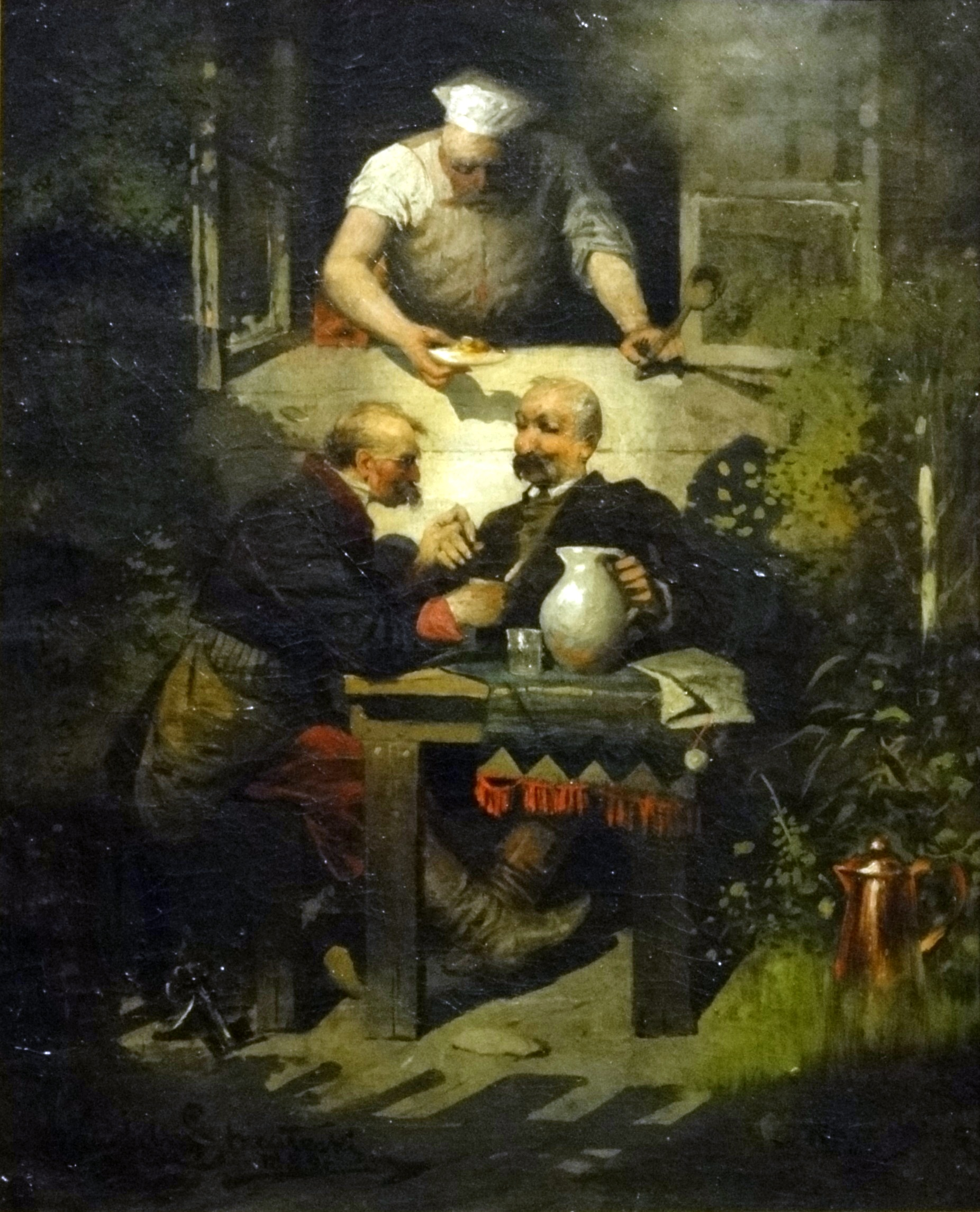
"Tak, tak, Gerwazeńku" z 1884 r.  Muzeum Narodowe w Warszawie